# Fernando María Castiella
 (mars 2023).
Si vous disposez d'ouvrages ou d'articles de référence ou si vous connaissez des sites web de qualité traitant du thème abordé ici, merci de compléter l'article en donnant les références utiles à sa vérifiabilité et en les liant à la section « Notes et références ».
Fernando María Castiella, né à Bilbao le 9 décembre 1907 et mort à Madrid le 25 novembre 1976, est un diplomate espagnol, ministre des Affaires étrangères entre 1957 et 1969, durant la dictature franquiste.

## Biographie
Il obtint un doctorat en droit à l'université de Madrid puis poursuit ses études à Paris, Cambridge, Genève puis l'académie de droit international de La Haye.
Au déclenchement de la guerre d'Espagne il quitte Madrid pour rejoindre la zone nationaliste où il occupe un poste d'officier d'état-major jusqu'à l'issue du conflit, après lequel il participe à l'épuration de l'université de Madrid. 
Au cours de la seconde Guerre mondiale il s'engage dans la División Azul. Avec José María de Areilza il écrit, en 1941, Reivindicaciones de España, exposant un projet d'appropriation des colonies françaises en Afrique au moment où Franco envisage une entrée en guerre aux côtés du troisième Reich alors au faîte de sa puissance.
Après la guerre, il occupe différents postes du gouvernement franquiste. Il est ambassadeur d'Espagne au Pérou (entre 1948 et 1951) et auprès du Saint-Siège (entre 1951 et 1957), où il négocie le concordat du 27 août 1953.
Franco le nomme ministre des affaires étrangères le 25 février 1957. À ce poste il entreprend des négociations avec le Royaume-Uni sur la question de Gibraltar, infructueuses, et s'emploie à sortir l'Espagne franquiste de son isolement diplomatique. Tout aussi infructueuses sont ses tentatives d'adhésion de l'Espagne à l'OTAN ainsi qu'à la CEE. Il parvient cependant à faire de l'Espagne un des membres cofondateurs de l'OCDE ainsi qu'un des membres du FMI.

## Distinctions
- Grand-croix de l'ordre d'Isabelle la Catholique